# Botanischer Garten Loismann

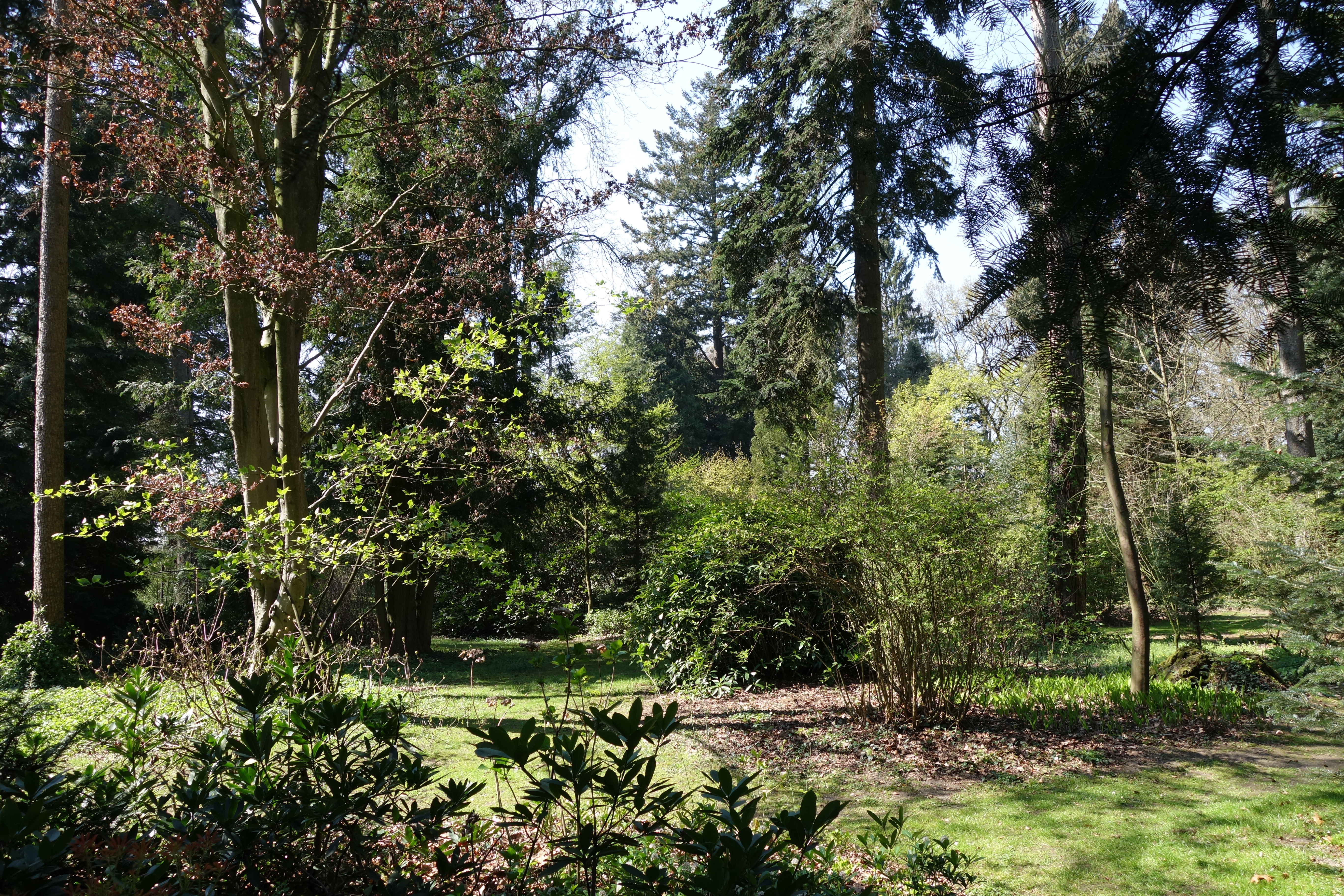
Botanischer Garten Loismann, Frühlingsaspekt

Der Botanische Garten Loismann ist ein privat geführter Botanischer Garten im Ortsteil Dörenthe der Stadt Ibbenbüren im Norden von Nordrhein-Westfalen. Das 1,5 Hektar große, öffentlich zugängliche Arboretum wurde Anfang des 20. Jahrhunderts auf einer Halde angelegt, welche Ende des 19. Jahrhunderts durch den Aushub des Dortmund-Ems-Kanal entstanden ist. Der Botanische Garten stellt ein Zeugnis historischer Gartenkultur mit zahlreichen einheimischen und exotischen Gewächsen dar.

## Lage
Der in Ibbenbüren im Ortsteil Dörenthe gelegene Botanische Garten Loismann grenzt unmittelbar an den Dortmund-Ems-Kanal in östlicher Richtung an. Der Garten liegt in der naturräumlichen Haupteinheitengruppe Westfälische Bucht und in der naturräumlichen Haupteinheit Ostmünsterland. Er befindet sich südlich des Teutoburger Waldes. Im Süden verläuft der Loismannweg und im Osten der Löchtweg. Der Dörenther Mühlenbach bildet im Süden des Gartens durch Aufstau ein Stillgewässer.

## Geschichte

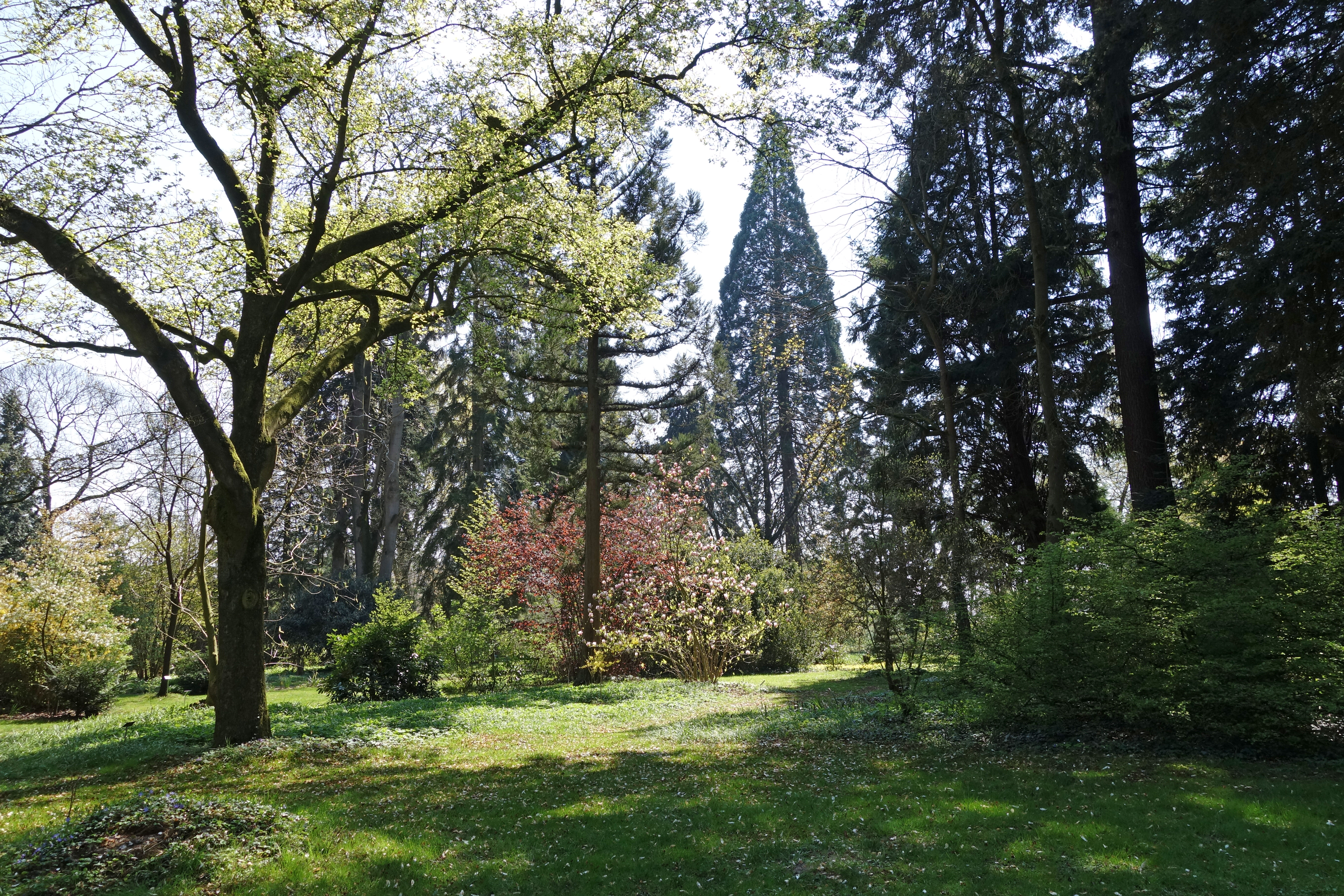
Botanischer Garten Loismann, Frühlingsaspekt

Die Entstehungsgeschichte des Gartens nimmt ihren Anfang mit dem Bau des Dortmund-Ems-Kanals in den Jahren 1894 bis 1895. Dabei wurde auf einer Ackerfläche des Landwirts Bernhard Loismann hinter dem Bauernhof eine Aushubhalde aufgeschüttet. Nachdem die Fläche nun für eine landwirtschaftliche Nutzung nicht mehr geeignet war, entschied der Hofbesitzer das Gelände mit Obstbäumen zu bepflanzen und startete sein Vorhaben im Jahre 1898. Anfang des 20. Jahrhunderts begann der Landwirt dann mit der Pflanzung von einheimischen und exotischen, insbesondere asiatischen und nordamerikanischen Bäumen und Sträuchern, von denen einige noch heute erhalten sind. Sein Sohn Karl Loismann 1945 entwickelte des Arboretum in der Folge weiter. Um die Gartenanlage besser mit Wasser zu versorgen, ließ der Bauer eine 1,5 km lange Wasserleitung vom Teutoburger Wald zu seinem Hof verlegen.
Am 7. November 2000 wurde im botanischen Garten eine 52 Meter hohe und 100 Jahre alte Nordische Kiefer (Pinus sylvestris) gefällt, dieser galt als höchster Baum in Westfalen.

## Pflanzenbestand
Insgesamt umfasst der Botanische Garten etwa 300 verschiedene Pflanzenarten, insbesondere große Laub- und Nadelbäume, Blütengehölze, Gehölze mit auffälligen Blattstrukturen, Fruchtschmuckgehölze sowie verschiedene Hänge- und Zwergformen.
Im Jahre 1910 pflanzte Loismann einen Amerikanischen Mammutbaum (Sequoia giganteum) in die Anlage. Das Zypressengewächs weist eine Höhe von 30 Metern und eine kegelförmige Krone auf. Zur Ausstattung des Gartens gehörte auch die seltene Coulter-Kiefer (Pinus coulteri). Nachdem diese wenig winterharte und wärmeliebende Kiefernart im kalten Winter 1929 erfror, bestellte der Pflanzenliebhaber Loismann in Kalifornien einen neuen Zapfen und kultivierte das Nadelgehölz in einem Glashaus, bevor die Kiefer wieder in das Arboretum ausgepflanzt wurde. Das Bild des Gartens wurde von zahlreichen hochgewachsenen, immergrünen Koniferen bestimmt. Neben Gehölzen zog Loismann auch giftige und ungiftige Heilpflanzen auf.
In den 1970er-Jahren erfasste der Osnabrücker Botaniker und Dendrologe Richard Adler den Bestand und würdigte den Botanischen Garten Loismann.
In dem Botanischen Garten befinden sich bemerkenswerte Gehölze wie Honoki-Magnolie (Magnolia hypoleuca), Japanische Nusseibe (Torreya nucifera), Weihrauchzeder (Calocedrus decurrens), Esskastanie (Castanea sativa), Taschentuchbaum (Davidia involucrata), Sicheltanne (Cryptomeria japonica) und Ginkgo (Ginkgo biloba „Pendula“).

## Ausstattung
Loismann versah interessante Gehölze mit ihrem botanischen Namen und einer kurzen Beschreibung über ihre Herkunft und ihre jeweiligen Besonderheiten. Zum Botanischen Garten gehörte ursprünglich eine so genannte Negerhütte, die nicht mehr erhalten ist. Die rassistische Bezeichnung bezog sich wahrscheinlich auf eine einfache, mit Stroh gedeckte Gartenlaube.
Eine aus Holz bestehende Unterkunftshütte befindet sich auf dem Hügel am Eingang der Anlage. Zum Aufenthalt im öffentlich zugänglichen Botanischen Garten laden zahlreiche Bänke ein.